# 유병수
유병수 (兪炳守, 1988년 3월 26일 ~ )는 대한민국의 축구 선수로 포지션은 공격수이다.

## 선수 경력
초등학교 때부터 축구를 시작해 홍익대학교로 진학했고, 홍익대학교의 전국 추계 1,2학년 대학축구대회 우승에 기여했다. 이후 인천 유나이티드에 입단해 데뷔 시즌부터 득점포를 터뜨리면서 언론의 대단한 관심을 받기 시작하였고 결국 국가대표에 승선하기도 하였다.

## 클럽 경력

### 유소년 시절
유병수는 대구신암초등학교를 다니며 축구부 생활을 시작했다. 그는 대구 청구중학교에 입학한 후 서울 수서중학교로 전학해 매경기 1골이상을 득점하여 활약을 했고, 서울 언남고등학교로 진학해서 백록기 전국고교 축구대회 득점상과 추계 한국고교축구연맹전 득점상 등 좋은 활약을 펼쳤다. 홍익대로 입학을 결정한 그는 전국 추계 1, 2학년 대학축구대회 도움상을 받으면서 주목 받기 시작했다.

### 인천 유나이티드
홍익대학교를 휴학한 유병수는 2009 K리그 신인 드래프트에서 1순위로 인천 유나이티드에 지명되며 프로리그에 데뷔했다. 시즌 시작전, 인천 유나이티드는 창단멤버인 방승환을 팔게 되는데, 이는 주 공격수이자 프랜차이즈 스타인 선수의 이적이므로 팬들의 걱정을 야기시켰으나 오히려 대표이사인 안종복 사장은 "신인 유병수가 그의 자리를 메꿔 줄거라 의심치 않는다"라는 발언으로 유병수에 대한 믿음을 나타내었다. 또한 인천의 새 감독 일리야 페트코비치 역시 앞으로 인천을 대표하는 선수로 클 가능성이 높다고 평가했다. 기대를 저버리지 않고, 그는 개막전에서 데뷔골을 성공시키고 무회전 프리킥을 선보이는 등 인상적인 활약을 펼쳤다. 2009년 11월, 잉글랜드 프리미어리그의 볼턴 원더러스가 유병수의 영입에 관심이 있다는 이야기가 볼턴 뉴스를 통해 보도되었다. 그러나 유병수는 사실무근이라며 기사에 반박했다. 2009 시즌이 끝날 때까지 김영후와 신인왕 대결을 펼쳐 많은 주목을 받았다. 결국 김영후가 간발의 차로 신인왕의 자리에 올랐지만 유병수는 프로 데뷔 첫 시즌만에 자신의 이름을 사람들의 뇌리에 각인시키는데 성공하였다.
2010 시즌이 시작된 후에는 7라운드까지 무득점으로 일관하다가 8라운드 포항 스틸러스전에서 네 골을 터뜨린 것부터 시작해, 강원전까지 네 경기에서 아홉 골을 몰아쳤다. 비슷한 시기에 김영후 또한 득점포를 터뜨려 언론은 이들의 관계를 다시 한 번 재조명했다. 이후 유병수는 대전전 헤트트릭을 기록하며 리그 20골을 기록, K리그 최연소 한국인 득점왕과 최연소 20골을 달성했다. 마지막 라운드까지 22골을 기록하며 17골을 기록한 호세 오르티고사를 5골로 따돌리고 2010 시즌 득점왕을 차지하였다. 2011년 2월 22일 유병수는 인천 유나이티드와 2013년 12월까지 계약 연장에 성공했다.
2011 시즌에는 3월 한 달까지 골이 없었지만 유병수는 4월 달이 되면 좋은 모습을 보여줄 것이라 했다. 얼마후 곧바로 4라운드 경남전에서 리그 첫 골을 터뜨렸고, 다음 라운드 포항 스틸러스와의 경기에서 연속 골을 터뜨렸다. 2011년 5월 발목 골절로 2주 간 출전하지 못하게 되었다. 예상과는 다르게 유병수는 2달 동안 출전하지 못하였고, 2011년 6월 25일 서울과의 원정 경기에서 복귀전을 치렀다.

### 알힐랄
2011년 7월 23일, 알힐랄이 유병수의 영입을 공식 발표하였다. 입단 초반 부상으로 고전하였으나 부상에서 회복한 이후 2011-12 시즌 크라운 프린스 컵에서 4골을 기록하며 대회 득점왕에 올라 팀의 우승에 공헌하였고, 2012 ACL 16강 경기에서는 무려 4골을 몰아치며 팀을 8강으로 이끌었다.

### FC 로스토프
2013년 6월 22일 알힐랄은 유병수가 러시아 프리미어리그 FC 로스토프로 이적한다고 공식 발표하였다. 러시아로 이적한 유병수는 리그 득점왕 출신 팀 동료 아르템 주바에게 밀려 데뷔 시즌 선발 출전 2경기에 그쳤으나 주로 조커로 총 17경기에 출전하여 2골을 기록하였다. 한편 러시아 컵서도 3경기에 출전하며 팀이 클럽 최초 컵대회에 우승하여 유로파리그 티켓을 획득하는 데 기여하였다.

### K3리그
유병수는 사회복무요원으로 군 복무를 해야했고, 사회복무요원으로 근무하면서 축구 선수 생활을 이어나갈 수 있게 하기 위해서 2017시즌을 앞두고 K3리그의 김포 시민축구단에 입단했다.
2019시즌을 앞두고 화성 FC에 입단했다.

### 태국 리그
2020시즌을 앞두고 타이 리그2의 MOF 커스텀즈 유나이티드에 입단했다.

## 국가대표 경력
K리그에서 뛰어난 활약을 펼친 유병수는 국가대표팀에의 승선이 거론되었다. 국가대표팀 감독 허정무도 그에 대해 관심을 숨기지 않았으며, 마침내 2010년 FIFA 월드컵 아시아 지역 최종 예선 3연전을 앞두고 국가대표팀에 소집되었다. 그리고 2009년 6월 3일에 아랍에미리트 두바이에서 열린 오만 축구 국가대표팀과의 친선 평가전에 후반 교체 출전하여 A매치에 데뷔하였지만 오만전이 A매치로 인정을 받지 못하면서 국가대표팀 출전 기록은 삭제되었다. 이후 대표팀과 인연이 없다가 10월 4일, 조광래 감독이 10월 12일 열릴 한일전을 앞두고 유병수를 발탁하면서 다시 기회를 잡게 되었고 경기가 끝나기 9분 전에 교체 투입되며 공식 데뷔전을 치렀다.
이후 2011년 AFC 아시안컵을 앞두고 예비 명단에 소집되었고, 연습 경기에서 해트트릭을 기록하는 등 활약을 펼쳤다. 또한, 시리아와의 평가전에서 지동원에게 완벽한 찬스를 제공해주는 어시스트를 기록하였다.
2011년 AFC 아시안컵 최종 명단에도 포함되었고, 몇몇 경기에 조커로 출전하면서 대표팀이 3위 성적을 거두는데 일조했다.

## 기록

### 클럽
2013년 2월 10일 기준
| 클럽            | 시즌    | 리그 | 리그 | 국내 컵 | 국내 컵 | 리그 컵 | 리그 컵 | 대륙 대회 | 대륙 대회 | 기타 | 기타 | 통산 | 통산 |
| 클럽            | 시즌    | 출장 | 득점 | 출장    | 득점    | 출장    | 득점    | 출장      | 득점      | 출장 | 득점 | 출장 | 득점 |
| --------------- | ------- | ---- | ---- | ------- | ------- | ------- | ------- | --------- | --------- | ---- | ---- | ---- | ---- |
| 인천 유나이티드 | 2009    | 27   | 12   | 1       | 0       | 7       | 2       | -         | -         | -    | -    | 35   | 14   |
| 인천 유나이티드 | 2010    | 28   | 22   | 3       | 3       | 3       | 0       | -         | -         | -    | -    | 34   | 25   |
| 인천 유나이티드 | 2011    | 12   | 3    | 0       | 0       | 1       | 1       | -         | -         | -    | -    | 13   | 4    |
| 알 힐랄         | 2011-12 | 20   | 6    | 4       | 5       | 2       | 0       | 9         | 5         | 1    | 2    | 36   | 18   |
| 알 힐랄         | 2012-13 | 24   | 10   | 3       | 1       | 2       | 0       | 8         | 0         | 0    | 0    | 38   | 11   |
| FC 로스토프     | 2013-14 | 17   | 2    | 2       | 0       | -       | -       | -         | -         | -    | -    | 19   | 2    |
| FC 로스토프     | 2014-15 | 4    | 0    | 0       | 0       | -       | -       | 1         | 0         | -    | -    | 5    | 0    |
| FC 로스토프     | 2015-16 | 7    | 1    | 0       | 0       | -       | -       | 0         | 0         | -    | -    | 7    | 1    |
| 통산            | 통산    | 139  | 56   | 13      | 9       | 15      | 3       | 18        | 5         | 1    | 2    | 186  | 75   |

## 수상

### 개인
- K리그 득점상: 2010
- 크라운 프린스컵 득점왕: 2011-12